# Еймейден
Еймейден (англ. IJmuiden) — портове місто в нідерландській провінції Північна Голландія. Головне місто муніципалітету Велзен, який розташований переважно на південний схід. Включно з великими морськими шлюзами він простягається в гирлі Північноморського каналу до Амстердама. На півдні він примикає до великого заповідника вкритих рослинами дюн, національного парку Зейд-Кеннемерланд. Місто знаходиться на південному березі, де розташований металургійний завод і Velsen-Noord.
Знаходиться в 10 кілометрах на північний захід від Гарлема, що становить 18 кілометрів на захід від Амстердама.
Має глибоководний порт, який підходить для повністю завантажених суден типу Panamax, і є четвертим портом Нідерландів.

## Історія
У римську епоху цей район уже був заселений, і археологічні знахідки в забрудненому озері Війкермер вказують на те, що тут був побудований порт Північного моря деякого регіонального значення. Сучасний Еймейден включає чотири гавані: vissershaven (код судна IJM), рибальський док (visafslag), haringhaven, IJmondhaven і морський порт Marina IJmuiden, гавань для прогулянкових суден. Еймейден став найбільшим рибальським портом Нідерландів після того, як острів Урк був закритий Афслютдейк. Місто сильно постраждало та було зруйновано під час Другої світової війни через його морське значення.

## Галерея

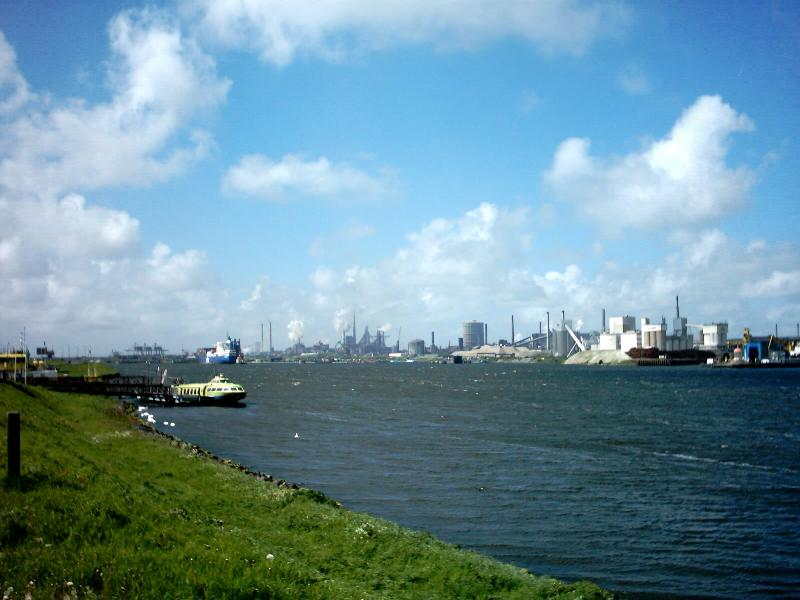
Широке гирло каналу Північного моря
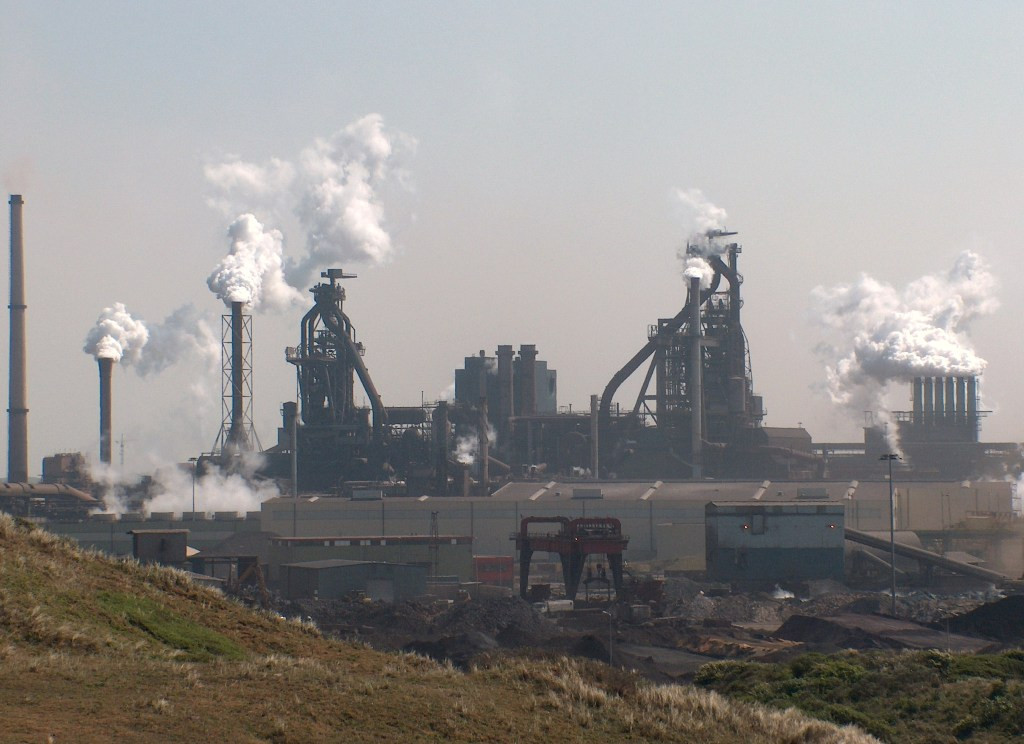
Металургійний завод Еймейден
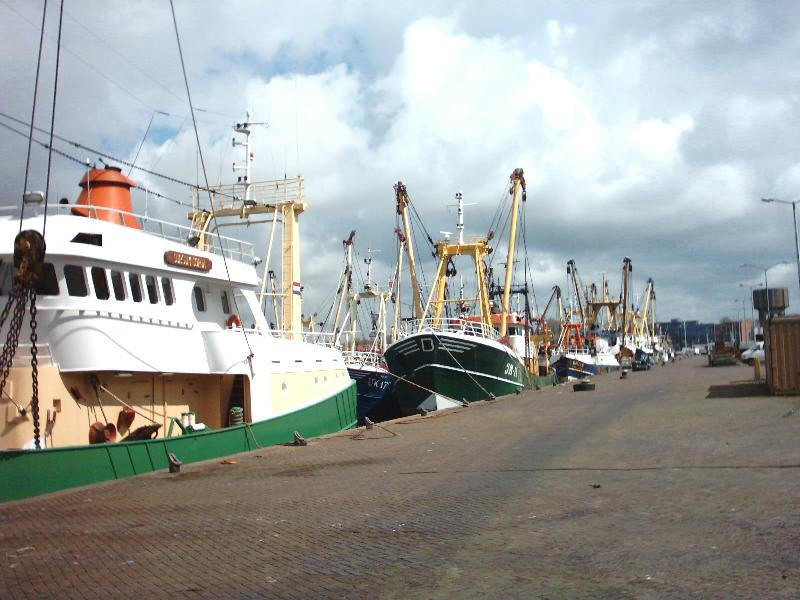
Рибальські човни на набережній в Еймейден
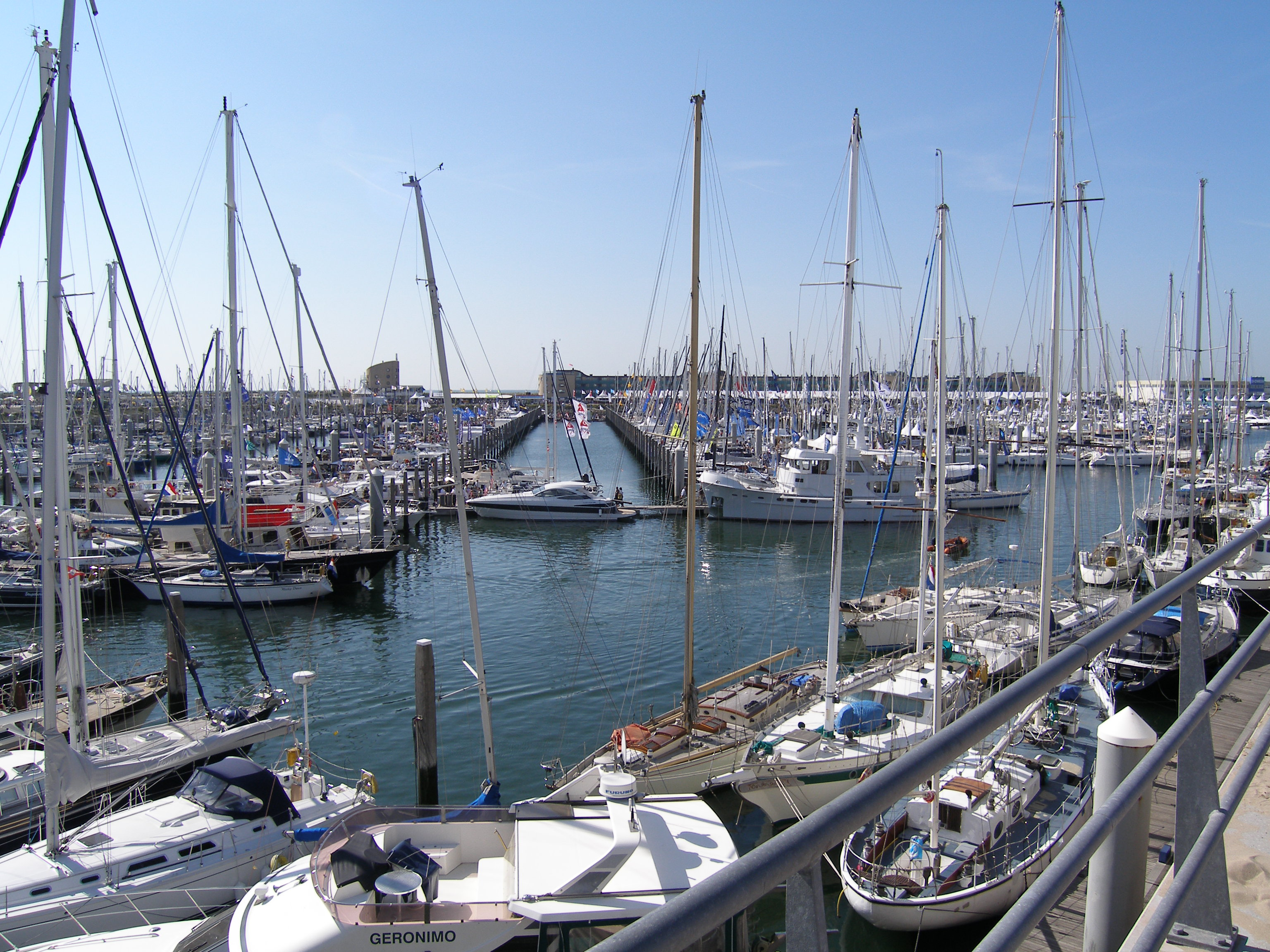
Бухта в Еймейдені
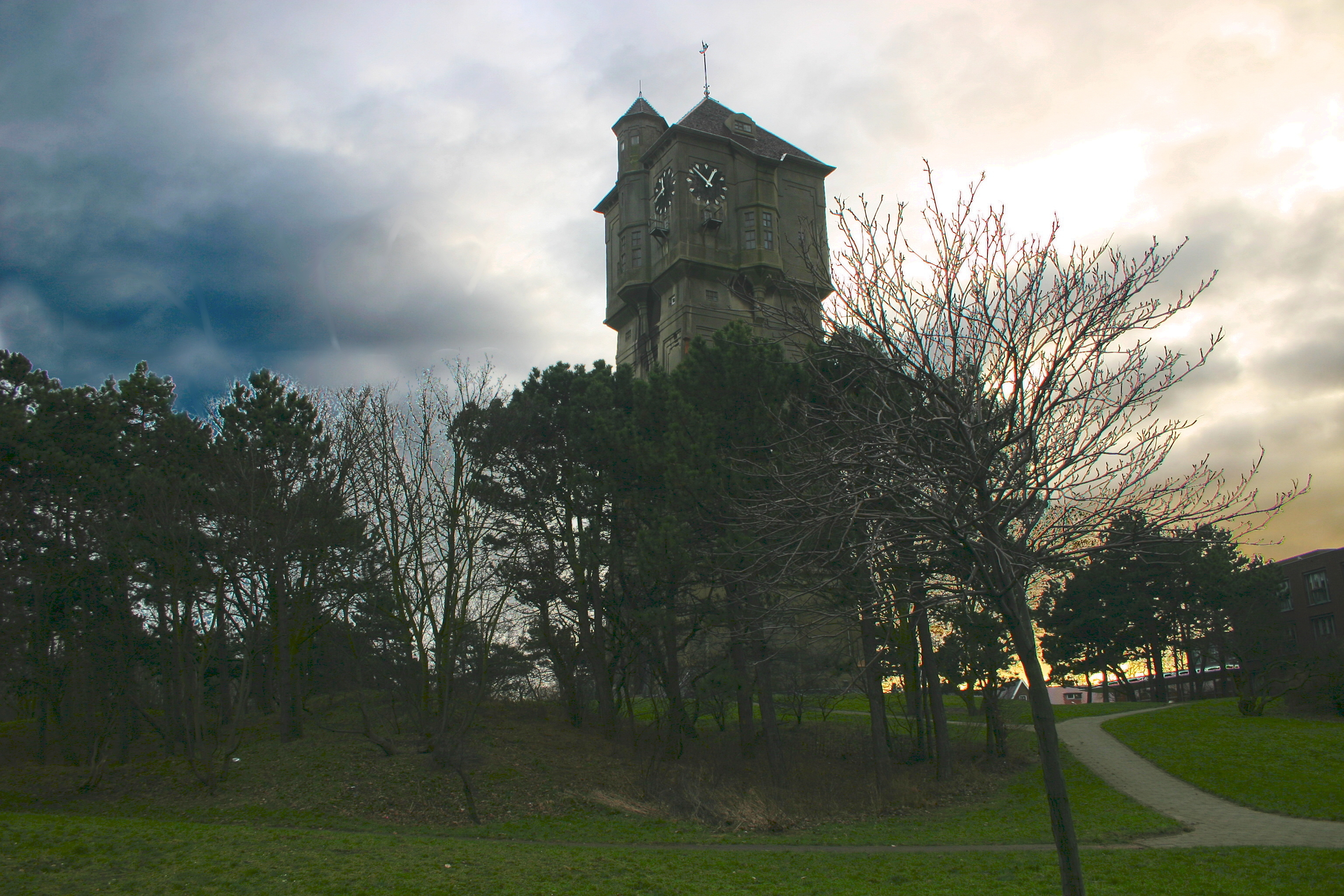
Стара водонапірна башта